# Bodotria scorpioides
Bodotria scorpioides är en kräftdjursart som först beskrevs av Montagu 1804.  Bodotria scorpioides ingår i släktet Bodotria och familjen Bodotriidae. Arten är reproducerande i Sverige. Inga underarter finns listade i Catalogue of Life.

## Bildgalleri

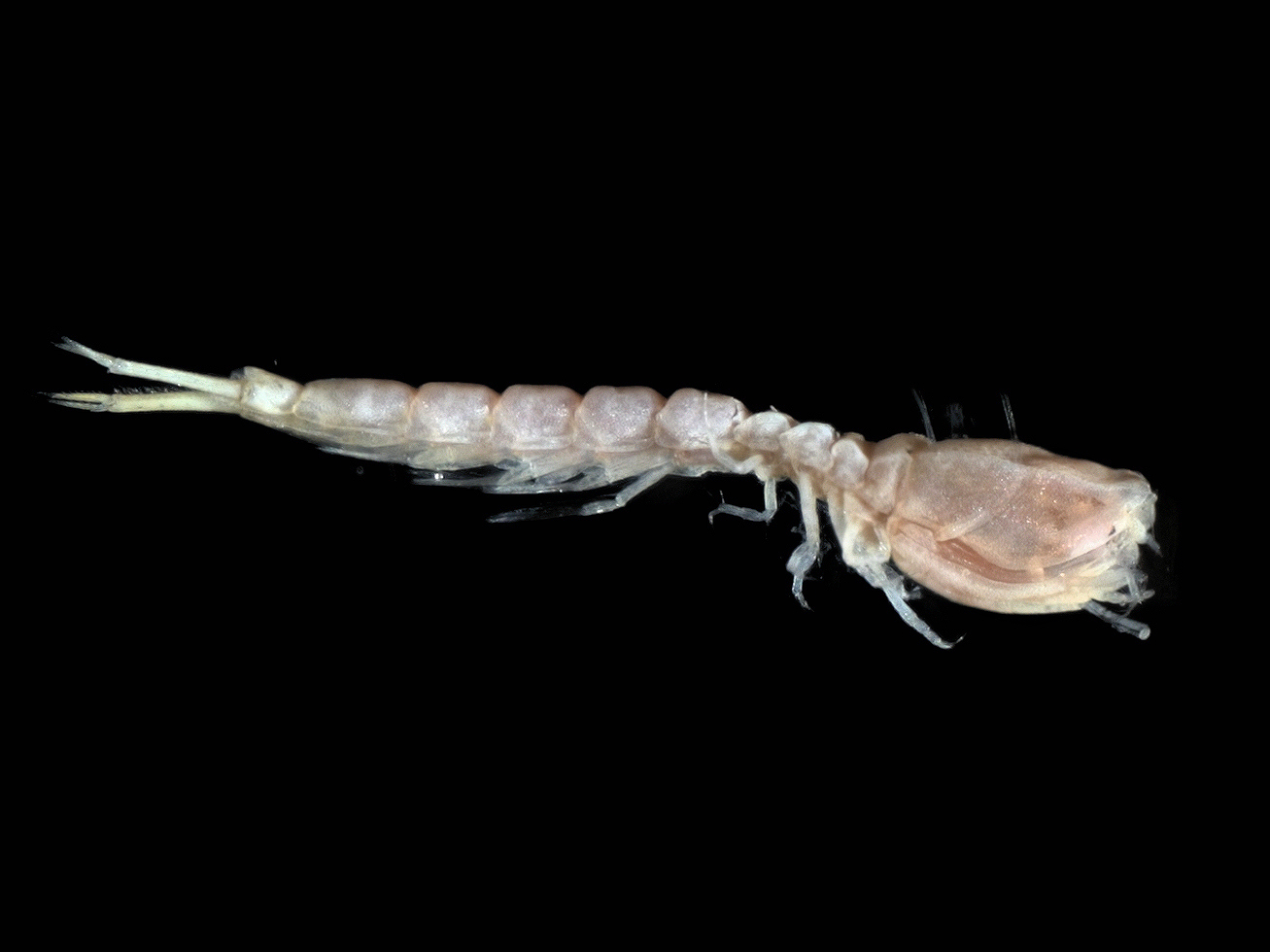
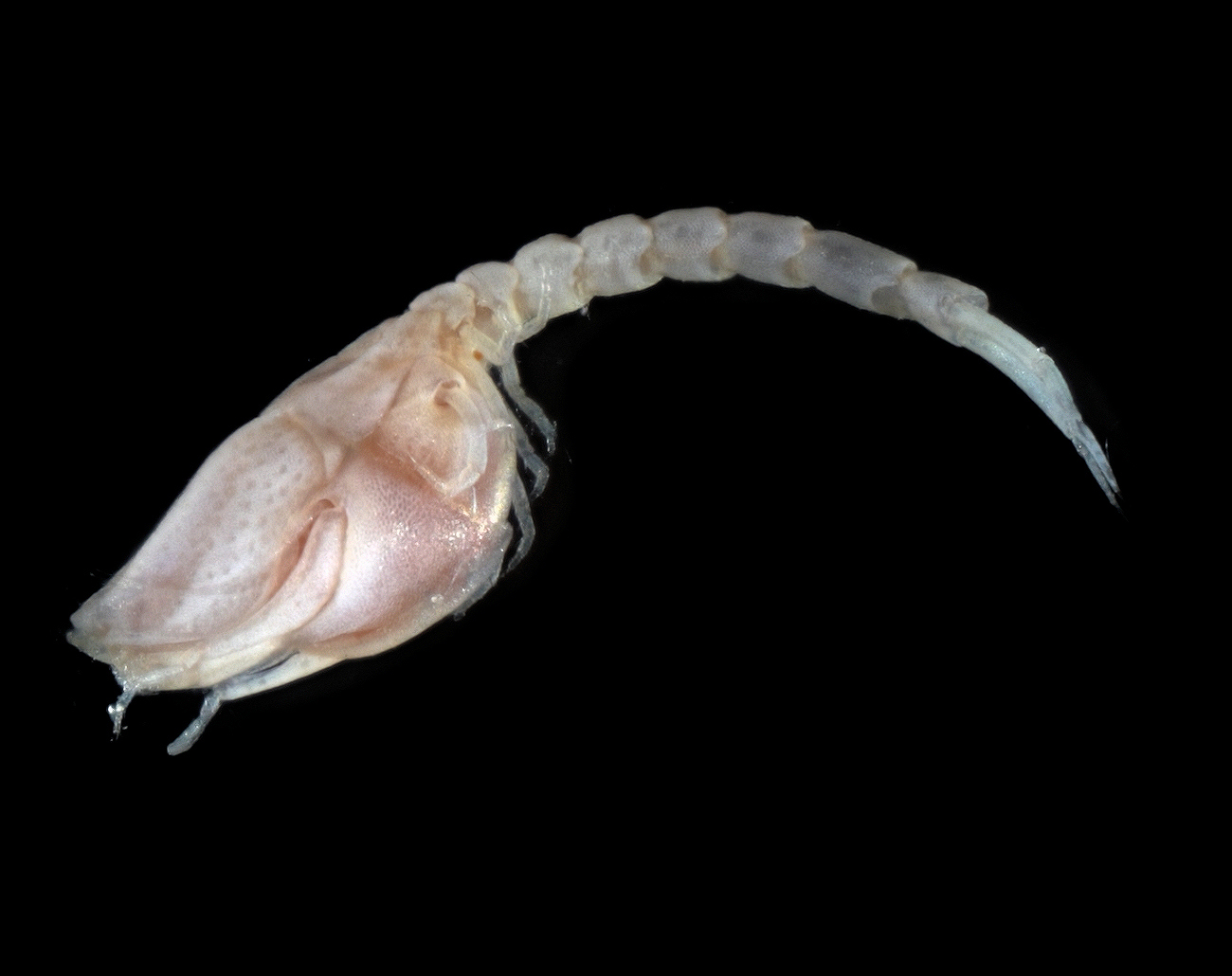
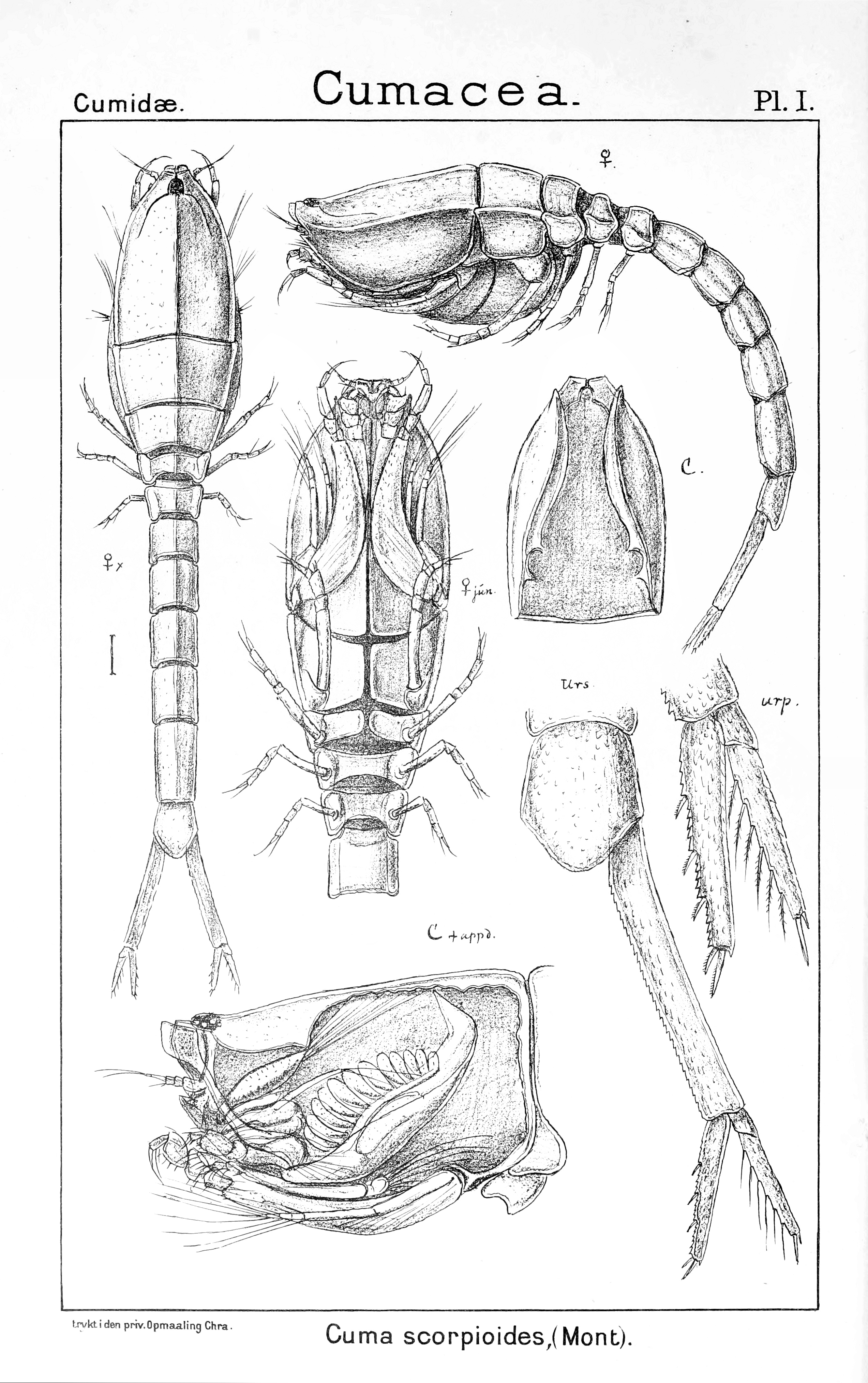
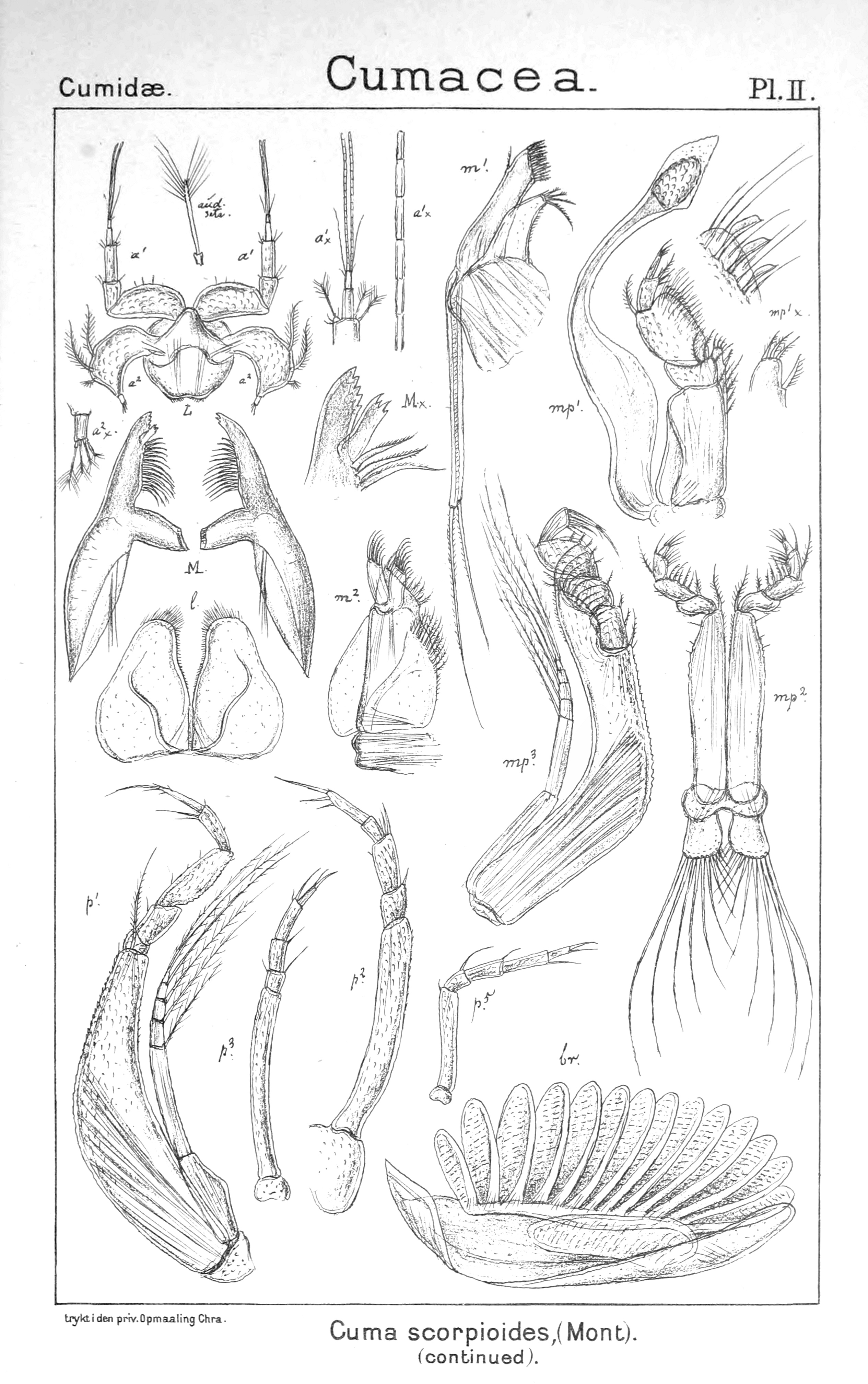
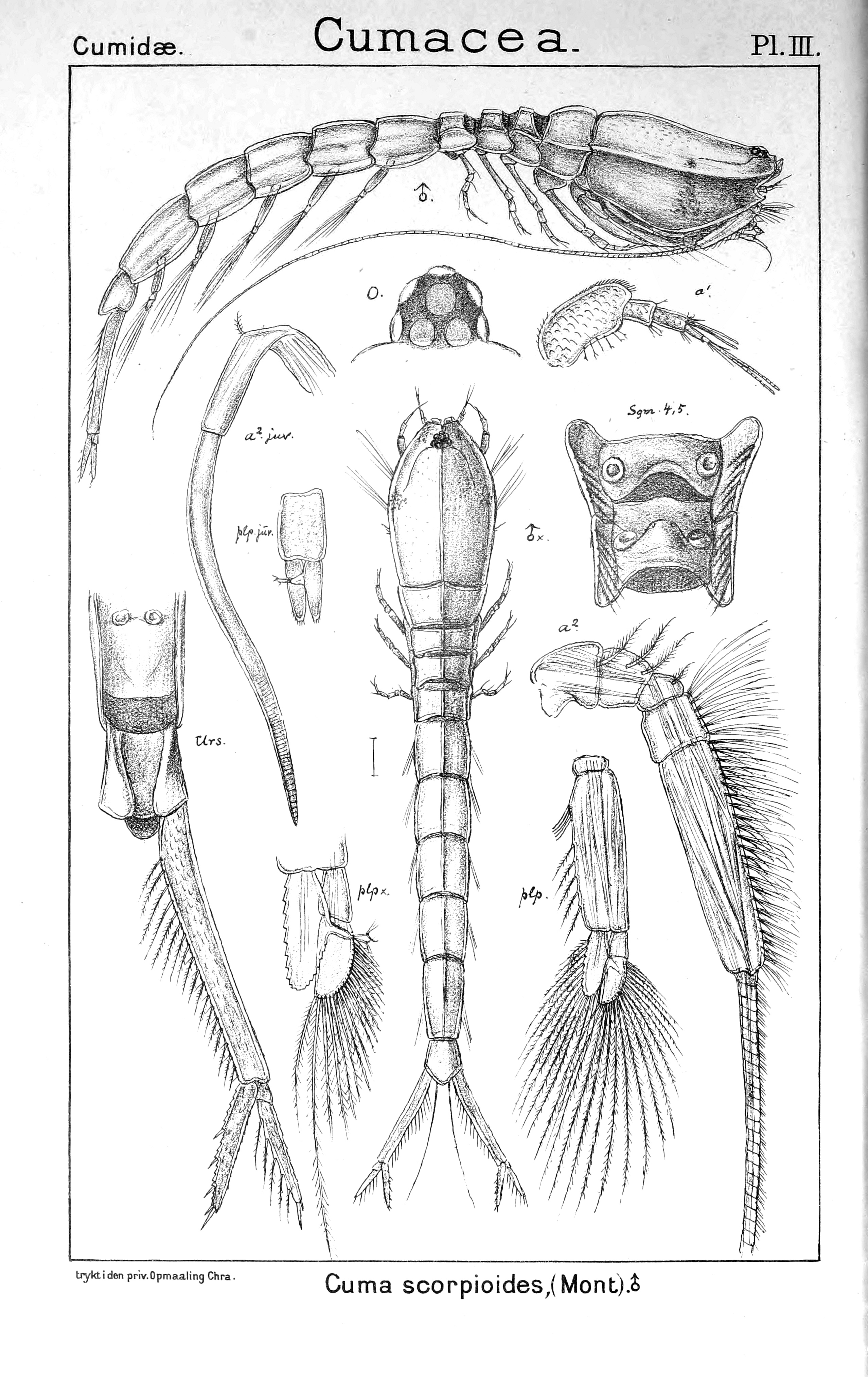
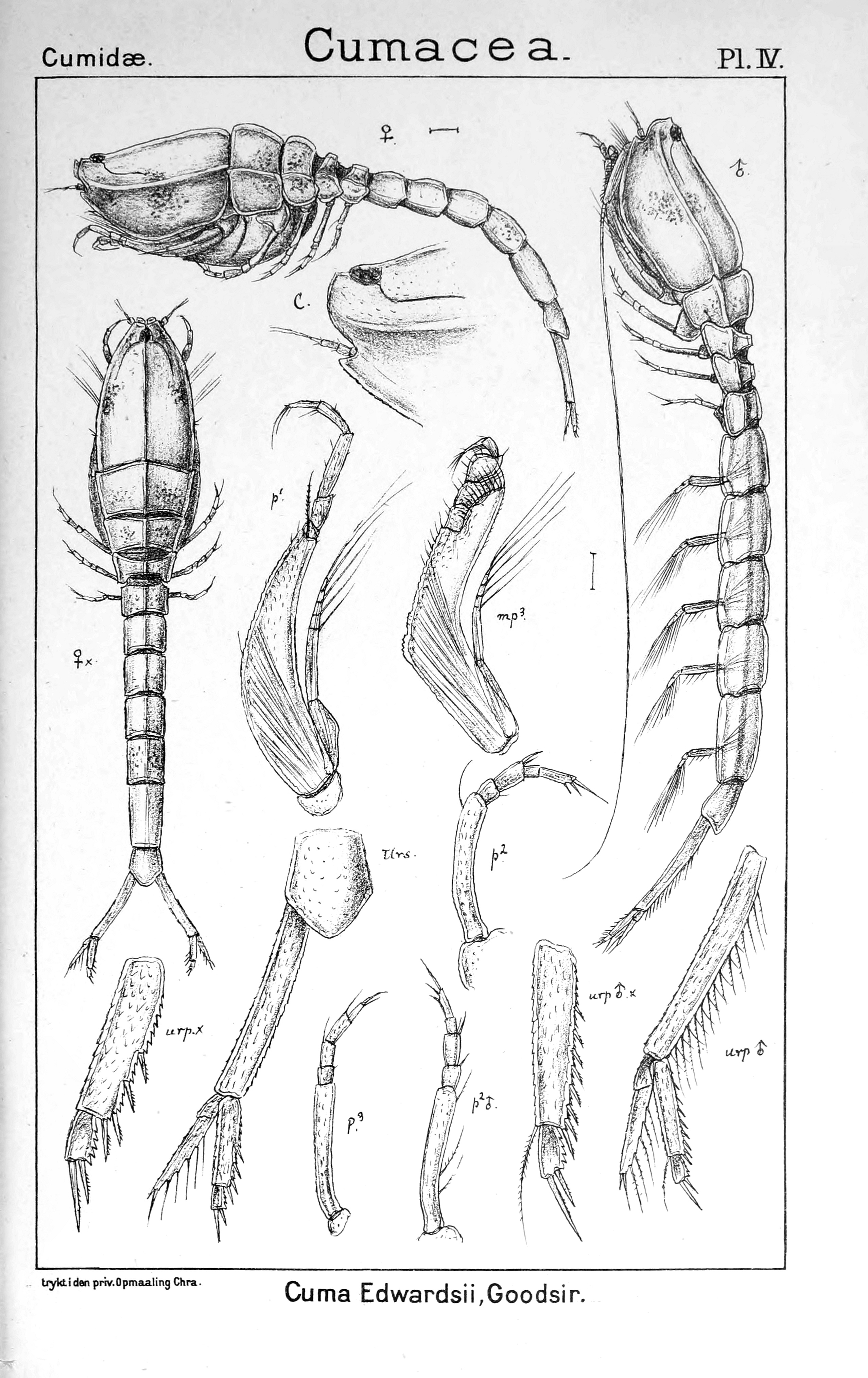